# Harbour View FC
Harbour View Football Club – jamajski klub piłkarski grający obecnie w Jamaican League. Klub ma siedzibę w Kingston. Swoje mecze rozgrywa na stadionie Harbour View Stadium, który może pomieścić 7.000 widzów.
Do największych osiągnięć klubu należy:
- dwukrotny triumf w prestiżowym turnieju CFU Club Championship, w latach 2004, 2007,
- trzykrotne mistrzostwo kraju, w latach 1984, 1986, 1989,
- czterokrotne zdobycie Pucharu Jamajki, w latach 1994, 1998, 2001, 2002.

W sezonie 2007/2008 drużyna Harbour View miała w swych szeregach 2 reprezentantów Jamajki: Jermaine'a Hue oraz Fabiana Taylora.